# Wspólnota administracyjna Emmendingen
Wspólnota administracyjna Emmendingen – wspólnota administracyjna (niem. Vereinbarte Verwaltungsgemeinschaft) w Niemczech, w kraju związkowym Badenia-Wirtembergia, w rejencji Fryburg, w regionie Südlicher Oberrhein, w powiecie Emmendingen. Siedziba wspólnoty znajduje się w mieście Emmendingen, przewodniczącym jej jest Stefan Schlatterer.
Wspólnota administracyjna zrzesza jedno miasto i cztery gminy wiejskie:
- Emmendingen, miasto, 26 874 mieszkańców, 33,80 km²
- Freiamt, 4 217 mieszkańców, 52,92 km²
- Malterdingen, 3 017 mieszkańców, 11,14 km²
- Sexau, 3 245 mieszkańców, 16,30 km²
- Teningen, 11 733 mieszkańców, 40,27 km²